# مايدا، كالابريا (إيطاليا)
مايدا؛ هي مدينة وبلدية إيطالية في مقاطعة كاتانزارو ، في منطقة كالابريا في جنوب إيطاليا . هزم البريطانيون الفرنسيين في معركة مايدا عام 1806، كجزء من حرب التحالف الثالث، تقع مايدا على 16 كيلومتر (10 ميل) جنوب لاميزيا تيرمي و 31 كيلومتر (19 ميل) غرب عاصمة المقاطعة كاتانزارو.

## تاريخها
في 4 يوليو 1806 هزم البريطانيون بقيادة الجنرال جون ستيوارت الفرنسيين بقيادة جان رينير خارج المدينة في معركة مايدا . تم تسمية حانة لندن على طريق إدجوير باسم بطل مايدا ، والذي أعطى اسمه بدوره للمناطق المجاورة في لندن، مايدا هيل، ومايدا فالي في وقت لاحق. منح الملك فرديناند الرابع ملك نابولي وصقلية ستيوارت لقب كونت مايدا، تم بناء قلعة مايدا النورماندية في القرن الحادي عشر تحت إشراف الدوق روبرت جيسكارد .

## مواطنون مشهورون
- المطران جيوفاني سيرفادورو، الكاربونارو والمعلم، ولد في مايدا عام 1783 وتوفي عام 1836، وكتب كتاب School Stabilimenti لطلابه عام 1829.
- بالداساري سكويتي ، المعلم والسياسي، ولد في مايدا في عام 1855.
- كتب الكاتب الأمريكي جاي تاليس عن أسلافه من مايدا في كتابه "إلى الأبناء" الصادر عام 1992.
- جوزيبي دوناتو ، النحات وتلميذ أوغوست رودان ، ولد في مايدا عام 1881 وتوفي في فيلادلفيا، بنسلفانيا، عام 1965.

## اقتصاد
النشاط الاقتصادي الرئيسي في المنطقة هو الزراعة، وخاصة زراعة أشجار الزيتون والحمضيات والكيوي . وفي السنوات الأخيرة أصبحت السياحة مصدرًا مهمًا للدخل في المنطقة.

## المدن الشقيقة
مايدا هي مدينة شقيقة مع:
- Ambler, Pennsylvania, United States[4]

## روابط خارجية
- صور مايدا نسخة محفوظة 19 نوفمبر 2008 على موقع واي باك مشين. في جمعية القديس فرانسيس في أمبلر، بنسلفانيا، الولايات المتحدة